# Пустошь-Адамовка
Пустошь-Адамовка —хутор в Переволоцком районе Оренбургской области в составе сельского поселения  Кариновский сельсовет.

## География
Находится на расстоянии примерно 18 километров по прямой на север-северо-восток от районного центра поселка Переволоцкий.

## Население
Население составляло 76 человек в 2002 году (49% русские),  94 по переписи 2010 года.